# Suicide Squad: Kill the Justice League
Suicide Squad: Kill the Justice League é um jogo eletrônico de ação-aventura desenvolvido pela Rocksteady Studios e publicado pela Warner Bros. Interactive Entertainment. Foi lançado em 2024 para Microsoft Windows, PlayStation 5 e Xbox Series X/S. Inserido no mesmo universo da série Batman: Arkham, o jogo acompanha as tentativas do time de anti-heróis em derrotar Brainiac, encarando uma Liga da Justiça controlada por ele.

## Jogabilidade
Suicide Squad: Kill the Justice League é um jogo de ação-aventura inserido na cidade de Metrópolis em mundo aberto. O jogo apresenta quatro personagens jogáveis: Pistoleiro, Arlequina, Capitão Bumerangue e Tubarão-Rei. Assim como pode ser jogado solo, o jogo possui um modo multijogador cooperativo. Quando jogado solo, o jogador pode trocar entre personagens enquanto os outros são controlados por inteligência artifical.

## Cenário
O jogo está inserido no universo anteriormente estabelecido pela série Batman: Arkham. O primeiro trailer apresenta Brainiac atacando Metrópolis e o Esquadrão Suicida - Arlequina, Capitão Bumerangue, Pistoleiro e Tubarão-Rei - sendo enviados para investigar e matar o "Alvo Alfa". Depois de uma batalha com lacaios de Brainiac, a equipe entra em conflito com Superman, quem está sendo controlado mentalmente por Brainiac, sendo revelado como o Alvo Alfa.

## Desenvolvimento
Um jogo do Esquadrão Suicida foi primeiramente considerado uma possibilidade após o fim de Batman: Arkham Origins - desenvolvido pela WB Games Montréal - que possui uma cena pós-creditos na qual Exterminador é convidado por Amanda Waller para se juntar ao Esquadrão Suicida. Nos anos após o lançamento de Batman: Arkham Knight, haviam rumores sugerindo que o estúdio estaria trabalhando em um jogo do Esquadrão Suicida, mas nenhum anúncio oficial foi feito tanto pela desenvolvedora quanto pela publicadora. Em dezembro de 2016, Jason Schreier, da Kotaku, revelou que o título havia sido cancelado, e a WB Games Montreal alterou seu foco para o próximo jogo da série Batman, o qual posteriormente foi anunciado como Gotham Knights.
Rocksteady Studios, criadora da franquia Batman: Arkham, foi inicialmente especulada por estar trabalhando em um jogo do Superman, rumor o qual foi desmentido posteriormente. 
O primeiro trailer para o jogo foi mostrado durante o DC Fandome em 22 de agosto de 2020. Como o jogo se passa no "Arkhamverso", as tramas estabelecidas na série Batman: Arkham continuariam em Suicide Squad: Kill the Justice League. O jogo estava planejado para lançar nas plataformas Windows, PlayStation 5 e Xbox Series X em 2022,., porém está data foi posteriormente adiada até chegar a data final de 2 de fevereiro de 2024.
Foi aberto para acesso antecipado em 30 de janeiro com a compra da versão Deluxe, e oficialmente lançado 2 de fevereiro de 2024.

## Recepção
O jogo foi um completo fracasso comercial, sendo ofuscado, apenas, pelo desastroso Concord como pior jogo de 2024, gerando um prejuízo de US$ 200 milhões de dólares à Warner Bros Games e desencadeando uma onde de demissões nos estúdios da desenvolvedora.